# Oued Taria
Oued Taria là một đô thị thuộc tỉnh Mascara, Algérie. Dân số thời điểm năm 2002 là 13.916 người.